# Banks Strait
Banks Strait är ett sund i Australien. Det ligger i delstaten Tasmanien, i den sydöstra delen av landet, omkring 260 kilometer norr om delstatshuvudstaden Hobart.